# The Blood
The Blood ist eine englische Punkrock- und Oi!-Band.

## Geschichte
Die Gruppe formierte sich 1982 in Charlton unter dem Namen Coming Blood. Noch im selben Jahr waren sie mit dem Titel Mesrine auf dem Sampler Oi! Oi! That’s Yer Lot! ihres späteren Managers Gary Bushell vertreten. Nach der Umbenennung in The Blood erschienen 1983 bei Noise Records ihr Debütalbum False Gestures for a Devious Public und die Single Stark Raving Normal sowie über No Future Records die EP Megalomania. False Gestures for a Devious Public erreichte die UK Top 30 sowie Platz fünf in den U.K. Independent Charts und wurde vom Sounds zu einem der besten Alben des Jahres gekürt. Es war auch die erste Punkrockveröffentlichung, die im Kerrang rezipiert wurde. Die LP wurde seit Beginn der 1990er Jahre mehrfach neu aufgelegt, u. a. durch Captain Oi! Records. Auch Stark Raving Normal und Megalomania hielten mit den Plätzen 20 bzw. 6 Einzug in die Indie Charts. Als Schlagzeuger war auf den Frühwerken Paul Evans, Sänger und Drummer von Warfare, zu hören. 1985 folge die zweite LP Se Parare Nex und 1988 ein Splitalbum mit The Gonads.
Nach einigen Jahren Pause erscheinen seit Mitte der 1990er Jahre weitere Veröffentlichungen, zuletzt ausschließlich im Eigenvertrieb. Anlässlich der Fußball-Weltmeisterschaft 2014 gaben The Blood die EP Chorus of Legends heraus.

## Stil
Die Musik der Band ist wie im Punkrock üblich im mittleren bis schnellen Tempo eingespielt und riffbetont. Regelmäßig werden auch Gitarrensoli eingearbeitet. Außerdem nutzt die Band vereinzelt Keyboards und Synthesizer. Stilistisch finden sich bei den späteren Alben auch Elemente des Metal.
Für die Produktion der Aufnahmen aus dem Jahr 1983 zeichnete Gitarrist James Joseph Cantwell (1960–2004) verantwortlich, für Se Parare Nex übernahm Conrad Lant diese Aufgabe.
Die Texte richten sich oftmals gegen die Kirche, z. B. in Megalomania. In Stark Raving Normal werden das britische Königshaus und seine Anhänger kritisiert. Mesrine ist ein Stück über Jacques Mesrine. Im Jahr 2024 veröffentlichte die Gruppe auf Bandcamp das Stück Magamania, eine alternative Version von Megalomania, in dem sie sich gegen Donald Trump richten.

## Diskografie (Auswahl)
- 1983: False Gestures for a Devious Public (LP)
- 1983: Stark Raving Normal (Single)
- 1983: Megalomania (EP)
- 1985: Se Parare Nex (LP)
- 1996: Smell Yourself (LP)
- 1999: Spillage (LP)
- 2008: Punk@Theopera (LP)
- 2010: @ The Body Snatchers Ball (Download-LP)
- 2014: Chorus of Legends (Download-Single)
- 2014: Chorus of Legends (EP)